# Південно-Західний військовий округ
Південно-Західний військовий округ — військово-адміністративне об'єднання частин, з'єднань, військово-навчальних закладів і місцевих військових установ на терені УСРР. Створений за наказом РВР Республіки від 21 квітня 1922 шляхом перейменування Збройних сил України і Криму. Включав території Київської губернії, Волинської губернії, Катеринославської губернії, Миколаївської губернії, Одеської губернії, Полтавської губернії, Донецької губернії, Подільської губернії, Таврійської губернії, Кременчуцької губернії, Чернігівської губернії, Харківської губернії і Херсонської губернії. Управління перебувало в Харкові.
28 квітня 1922 на засіданні політбюро ЦК КП(б)У було прийняте рішення про недоцільність, з огляду на політичну обстановку в республіці, перейменування Збройних сил України і Криму на П.-З.в.о. Наказом РВР Республіки від 3 червня 1922 перейменований на Український військовий округ. Командуючий — М.Германович.